# Фронт в рідній домівці
«Фронт в рідній домівці» (латис. «Fronte tēva pagalmā») — радянський художній фільм режисера Еріка Лаціса, знятий за мотивами роману Бруно Саулітіса «Дорога під ясенями» на Ризькій кіностудії у 1984 році.

## Сюжет
Літо 1944 року. Після важкого поранення на рідний хутір повертається демобілізований майор Антон Пайпала. Зовсім недавно тут проходила лінія фронту і в околицях ховається багато відсталих німецьких солдатів і противників нової влади з числа місцевих жителів, які пішли в ліс. Призначеного волосним парторгом Пайпале ледь вдається знайти бажаючих на вакантні адміністративні посади. Від рук убивць один за одним гинуть голова і писар. В цей час, оперуповноважений, який приїхав з повітового центру, заарештовує Карліса Пайпалу. Брат Антон Пайпала не втручався в політику, він мріяв тільки про спокійну селянську роботу. Але війна диктує свої умови і Карліс, зобов'язаний життям німецькому офіцерові, допоміг останньому сховатися під час прориву фронту радянськими військами. При всьому своєму бажанні Антон не в силах допомогти братові, а незабаром і сам гине від рук свого колишнього односельчанина.

## У ролях
- Гунарс Цилінскіс — Антон Пайпала
- Едуардс Павулс — Карліс Пайпала
- Роландс Загорскіс — Спандег
- Ліліта Озоліня — Елга
- Антра Лієдскалниня — Марія
- Вайроніс Яканс — Шустиньш
- Роберт Зебергс — Пуріньш
- Юріс Плявіньш — Дегумс
- Мієрвалдіс Озоліньш — Сліва
- Талівалдіс Аболіньш — Стабулнієкс
- Хельмут Калниньш — Моргенштерн
- Ріта Мейране — Хелена
- Олексій Михайлов — повітовий начальник

## Знімальна група
- Автори сценарію: Антон Брокс, Ерік Лаціс
- Режисер-постановник: Ерік Лаціс
- Оператор-постановник: Харій Кукелс
- Композитор: Паулс Дамбіс
- Художник-постановщик: Андріс Меркманіс